# Claudia Cerutti
Claudia Cerutti (Roma, 3 marzo 1972) è un'ex pentatleta italiana.

## Palmarès
In carriera ha conseguito i seguenti risultati:
- Mondiali:

Budapest 1999: bronzo nel pentathlon moderno a squadre.
Pesaro 2000: bronzo nel pentathlon moderno a squadre.
San Francisco 2002: argento nel pentathlon moderno staffetta a squadre ed a squadre.
- Europei

Mosca 1997: argento nel pentathlon moderno a squadre.
Varsavia 1998: oro nel pentathlon moderno a squadre.
Tampere 1999: argento nel pentathlon moderno staffetta a squadre.
Sofia 2001: bronzo nel pentathlon moderno a squadre.
Usti nad Labem 2002: oro nel pentathlon moderno staffetta a squadre ed argento a squadre.